# STX Europe
STX Europe war eine internationale Schiffbaugruppe von 16 Werften in Brasilien, Finnland, Frankreich, Norwegen, Rumänien und in Vietnam mit rund 16.000 Beschäftigten (Ende 2008).
Ab 2012 wurde das Unternehmen veräußert. Die letzte Werft, STX France in Saint-Nazaire, wurde 2018 zu 50 % an Fincantieri verkauft, die restlichen Anteile befinden sich im Eigentum des französischen Staates, der Naval Group, der Werftbelegschaft und örtlicher Zulieferer.

## Geschichte
Im Februar 2002 wurden die Schiffbauaktivitäten der norwegischen Konzerne Aker ASA und Kværner unter der Managementgesellschaft Aker Kværner Yards AS in Oslo gebündelt. 2004 entstand dann unter neuen Eigentumsverhältnissen die Schiffbaugruppe Aker Yards ASA, die danach an der Osloer Börse notiert war.
Im Juni 2006 wurde die Werft Chantiers de l’Atlantique (Saint-Nazaire) des Alstom-Konzerns übernommen. Im März 2007 wurde Aker Yards selbständig. Die zuvor durch Aker ASA gehaltenen Anteile an Aker Yards von 40,1 % wurden verkauft und waren in Streubesitz gegangen.
Im Oktober 2007 kaufte der südkoreanische Werftkonzern STX Shipbuilding 39,2 % der Anteile von Aker Yards. Das Schiffbau-Unternehmen war unter dem Namen Aker Yards ASA von 2004 bis 2009 im OBX Index an der Osloer Börse gelistet.
Im November 2008 benannte sich Aker Yards in STX Europe um. Der Umsatz lag 2008 bei 31,5 Milliarden Norwegischen Kronen. Zum 31. Dezember 2008 kontrollierte STX 93,87 % der Anteile an STX Europe und übernahm 2009 den alleinigen Besitz. Per 11. Februar 2009 wurde STX Europe von der Osloer Börse delistet.
STX Europe hielt bis zum 12. Juli 2009 einen Minderheitsanteil von 30 % an der 2008 gebildeten Schiffbaugruppe Wadan Yards.
Wegen hoher Verluste (490,9 Mrd. KRW) des Mutterkonzerns STX wurden von 2012 bis 2018 alle Werften der STX Europe an andere Unternehmen verkauft.

## Überblick
STX Europe war in drei Hauptgeschäftsbereiche gegliedert:
- Kreuzfahrtschiffe & Fähren (STX France) und (STX Finland),
- Offshore- & Spezialschiffe (STX OSV) sowie
- Sonstiges (STX Norway).

Der ehemalige Geschäftsbereich Handelsschiffbau wurde 2008 aus dem Konzern ausgegliedert.
Kreuzfahrtschiffe wurden bei STX France in Saint-Nazaire und STX Finland in Turku gebaut.

## Verkauf der Werften
Im Januar 2013 wurden STX OSV an Fincantieri verkauft. Der neue Eigentümer fasste diese zehn Werften in seinem norwegischen Tochterunternehmen VARD AS mit Sitz in Ålesund zusammen und löste damit auch STX als viertgrößtes Schiffbau-Unternehmen der Welt ab. Ebenfalls 2013 wurde die Werft von STX Norway in Florø an die Westcon Group verkauft.
Die finnische Werft in Rauma wurde geschlossen. 2014 wurde STX Finland an die Meyer Werft GmbH & Co. KG in Papenburg verkauft. Diese baut in Turku als Meyer Turku Oy weiterhin Kreuzfahrtschiffe. Die Werft in Helsinki firmiert seit 2011 unter Arctech Helsinki Shipyard Oy. Ziel ist es, die Eisbrecher-Technologie im Land zu halten. STX Europe hat bis 2015 100 % der Anteile an den russischen Partner OSK verkauft.
Im Mai 2016 wurde der Verkauf der Werft in Lanester mit 145 Mitarbeitern im Herbst 2016 an Kership bekannt gegeben. Die Übernahme wurde am 8. Oktober 2016 abgeschlossen.  Als letzte Werft stand STX France in Saint-Nazaire zum Verkauf, Interesse an einer Übernahme bestand sowohl bei CMN in Cherbourg, als auch bei Fincantieri. Den Zuschlag bekam das Unternehmen Fincantieri, welches nun 50 % der Anteile an der Werft selbst hält und 1 % der Anteile vom französischen Staat geliehen bekam, um die operative Kontrolle zu übernehmen.

### Ehemalige Standorte
- STX Finland, Helsinki, Finnland, seit 2011: Arctech Helsinki Shipyard (OSK )
- STX Finland, Turku, Finnland, seit 2014: Meyer Turku (Meyer Werft )
- STX Finland, Rauma, Finnland, 2014 geschlossen, später Rauma Marine Constructions

- STX Norway, Florø, Norwegen, seit 2013: Westcon Group

- STX OSV, Aukra, Norwegen, seit 2013: VARD AS   (Fincantieri )
- STX OSV, Brattvaag, Norwegen, wie vor
- STX OSV, Brevik, Norwegen, wie vor
- STX OSV, Langsten, Norwegen, wie vor
- STX OSV, Søviknes, Norwegen, wie vor
- STX OSV, Niterói, Brasilien, wie vor
- STX OSV, Ipojuca, PE, Brasilien, wie vor
- STX OSV, Brăila, Rumänien, wie vor
- STX OSV, Tulcea, Rumänien, wie vor
- STX OSV, Vũng Tàu, Vietnam, wie vor

- Wadan Yards – Warnemünde, Deutschland, Anteile 2009 verkauft (siehe unten)
- Wadan Yards – Wismar, Deutschland, wie vor
- Wadan Yards – Mykolajiw, Ukraine, wie vor

- STX France Lorient SAS, Lanester, Frankreich, seit 2016: Kership
- STX France SA, Saint-Nazaire, Frankreich, seit 2021: Frankreich (84,3 %)

## Wadan Yards
In Deutschland gehörten von 1998 bis 2008 die Aker MTW in Wismar und ab 2002 die Warnowwerft (zuvor unter dem Namen Kvaerner Warnow Werft GmbH) in Rostock-Warnemünde (ab Mitte 2003 Aker Warnow Werft GmbH, ab Frühjahr 2004 Aker Warnemünde Operations GmbH und Aker Warnemünde Real Estate GmbH) zum Konzern. Die Werften agierten ab 2003 unter der gemeinsamen Dachmarke „Aker Ostsee“, ab 2005 unter der Bezeichnung „Aker Yards Germany“.
Im März 2008 verkaufte Aker Yards die Mehrheit an den beiden deutschen Werften sowie an der Werft im ukrainischen Mykolajiw an die russische Investmentgesellschaft FLC West. Die drei Werften sowie drei Ingenieurbüros wurden Teil des neuen Gemeinschaftsunternehmens Aker Yards Ukraine Holding, an dem FLC West 70 % und Aker Yards 30 % der Anteile besaßen. Die Transaktion trat rückwirkend zum 1. Januar 2008 in Kraft und ab dem 22. September 2008 firmierten die Werften als Wadan Yards.
Am 12. Juli 2009 gab STX Europe bekannt, den Minderheitsanteil von 30 % an der Wadan Yards Group AS an die in Luxemburg ansässige Mandataria Finance S.A. verkauft zu haben. Parallel wurden noch offene Punkte mit FLC West S.a.r.l. geklärt.

## Galerie

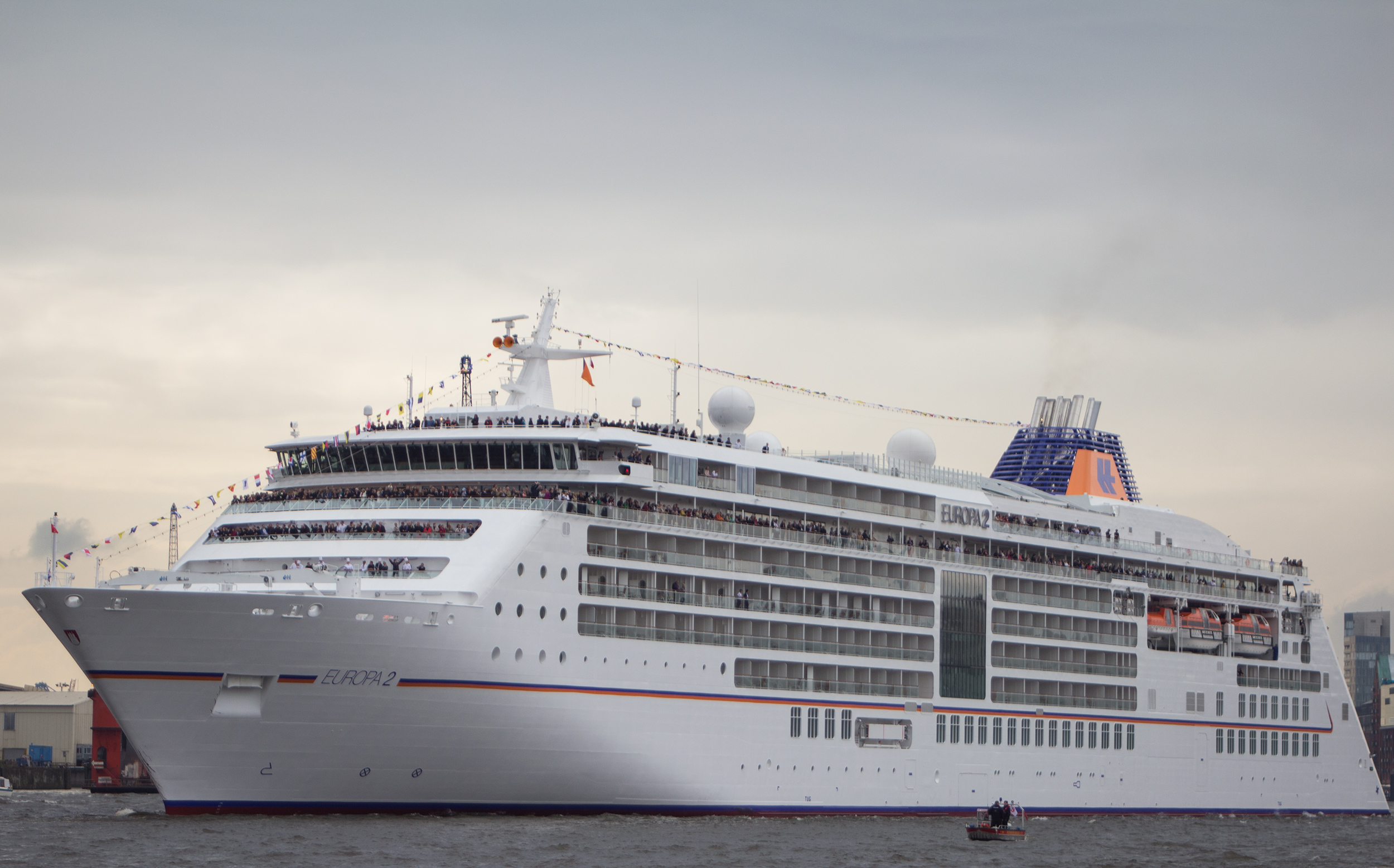
Europa 2 (2012), STX France
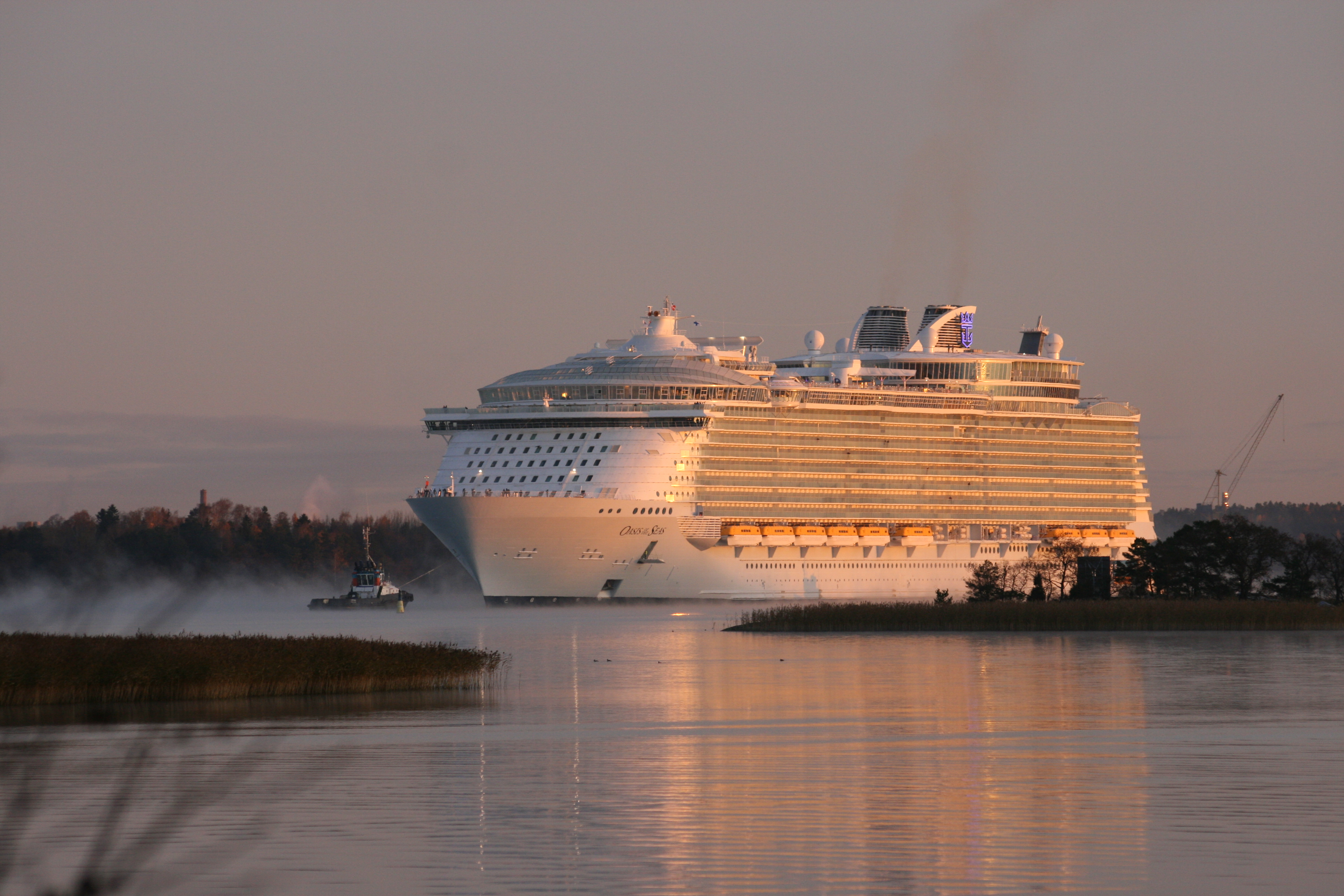
Oasis of the Seas (2008), STX Turku
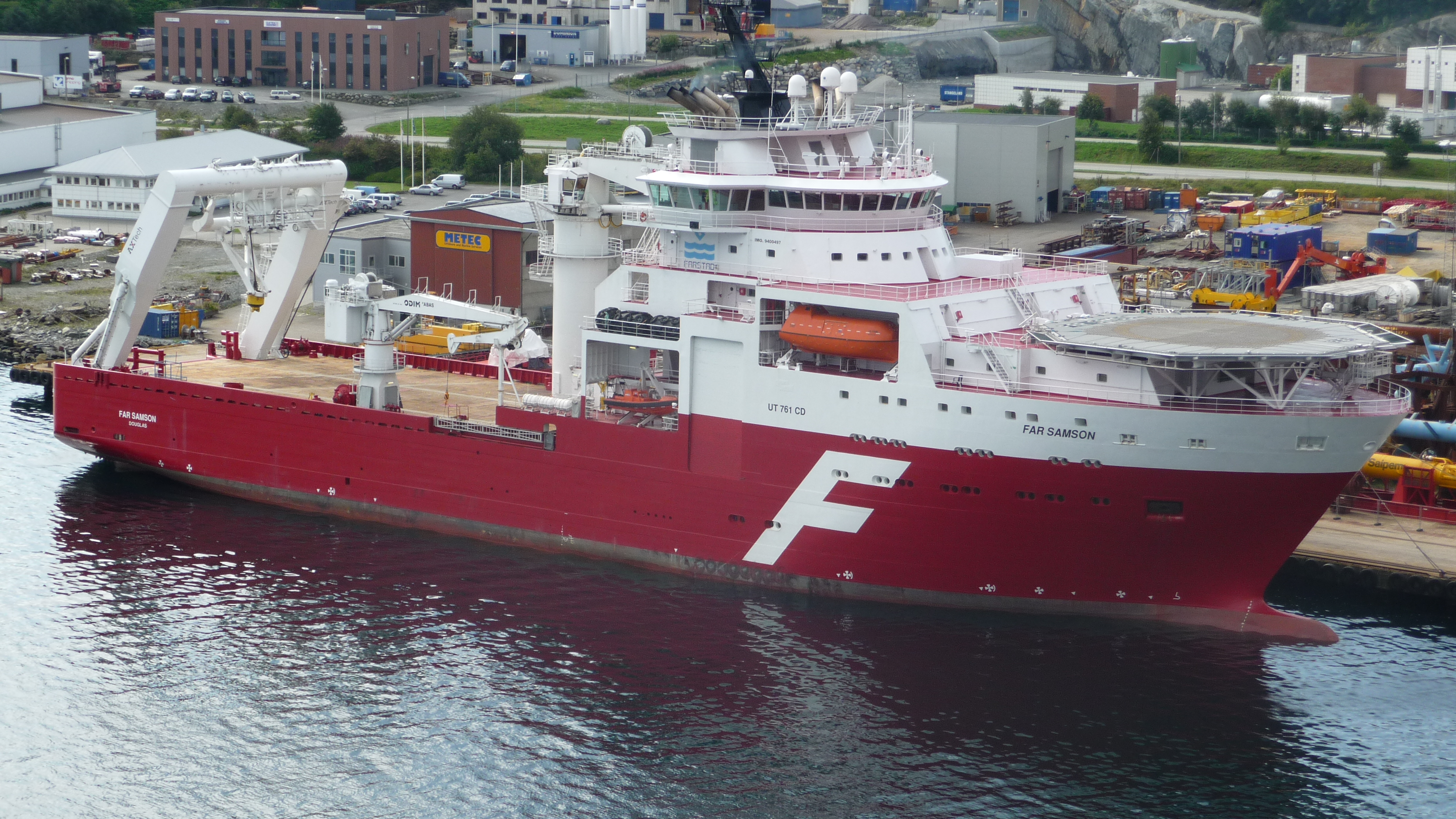
Far Samson (2008), STX OSV
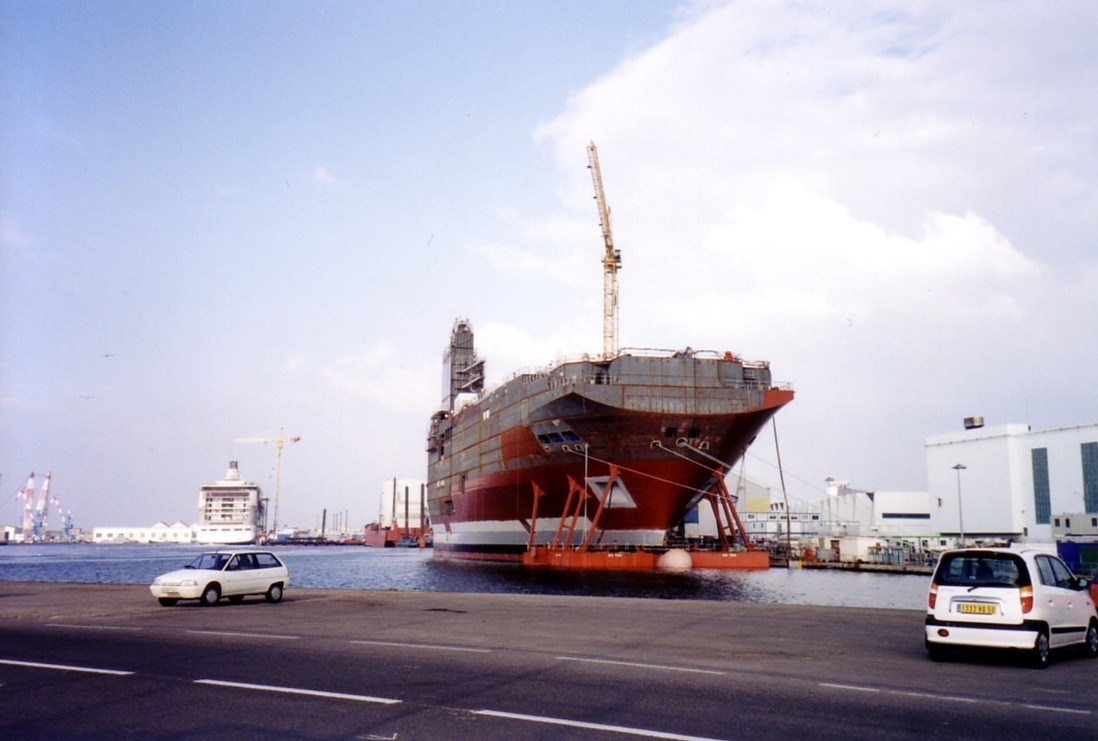
Werft in Saint-Nazaire Ausrüstungskai
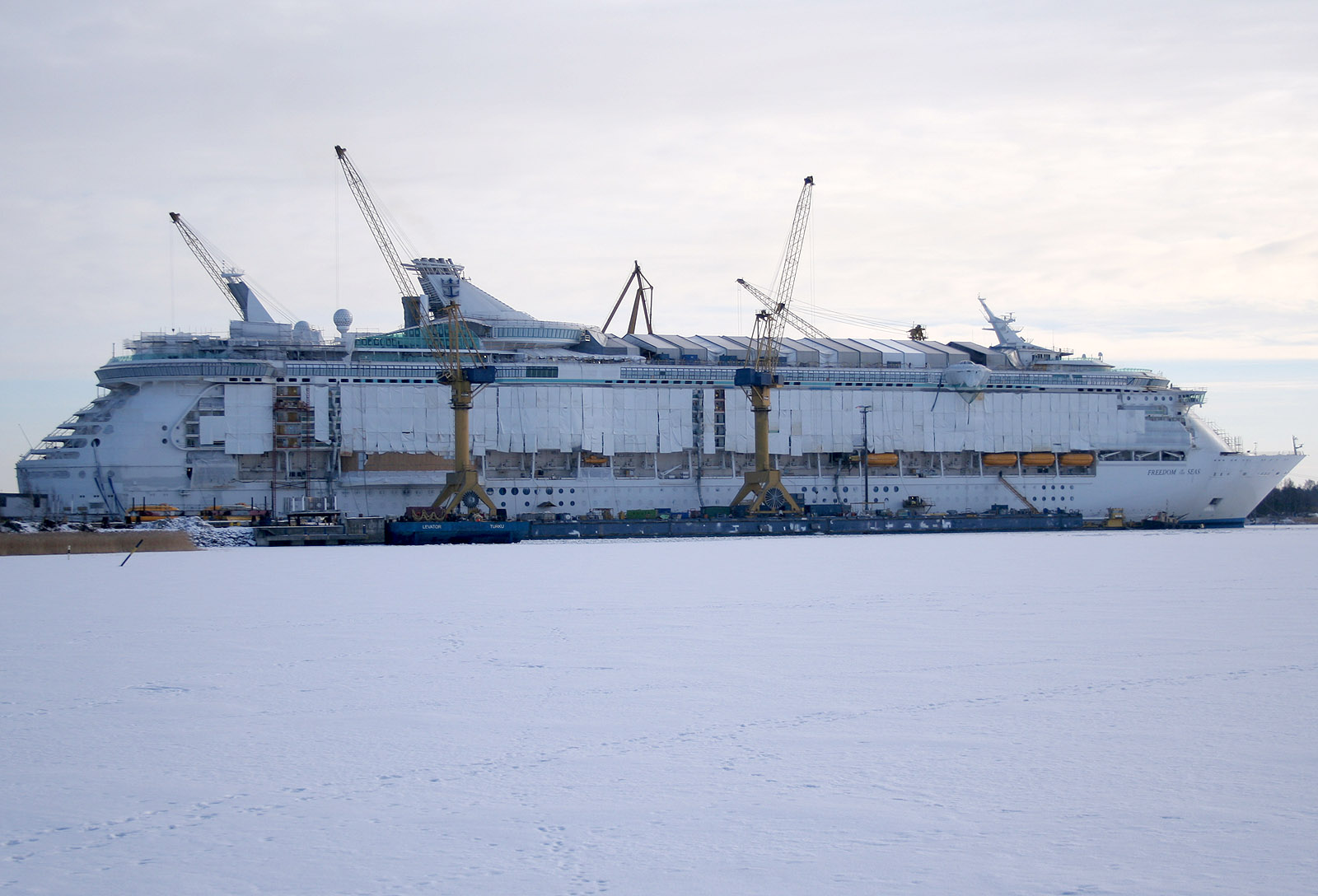
Werft in Turku Ausrüstungskai
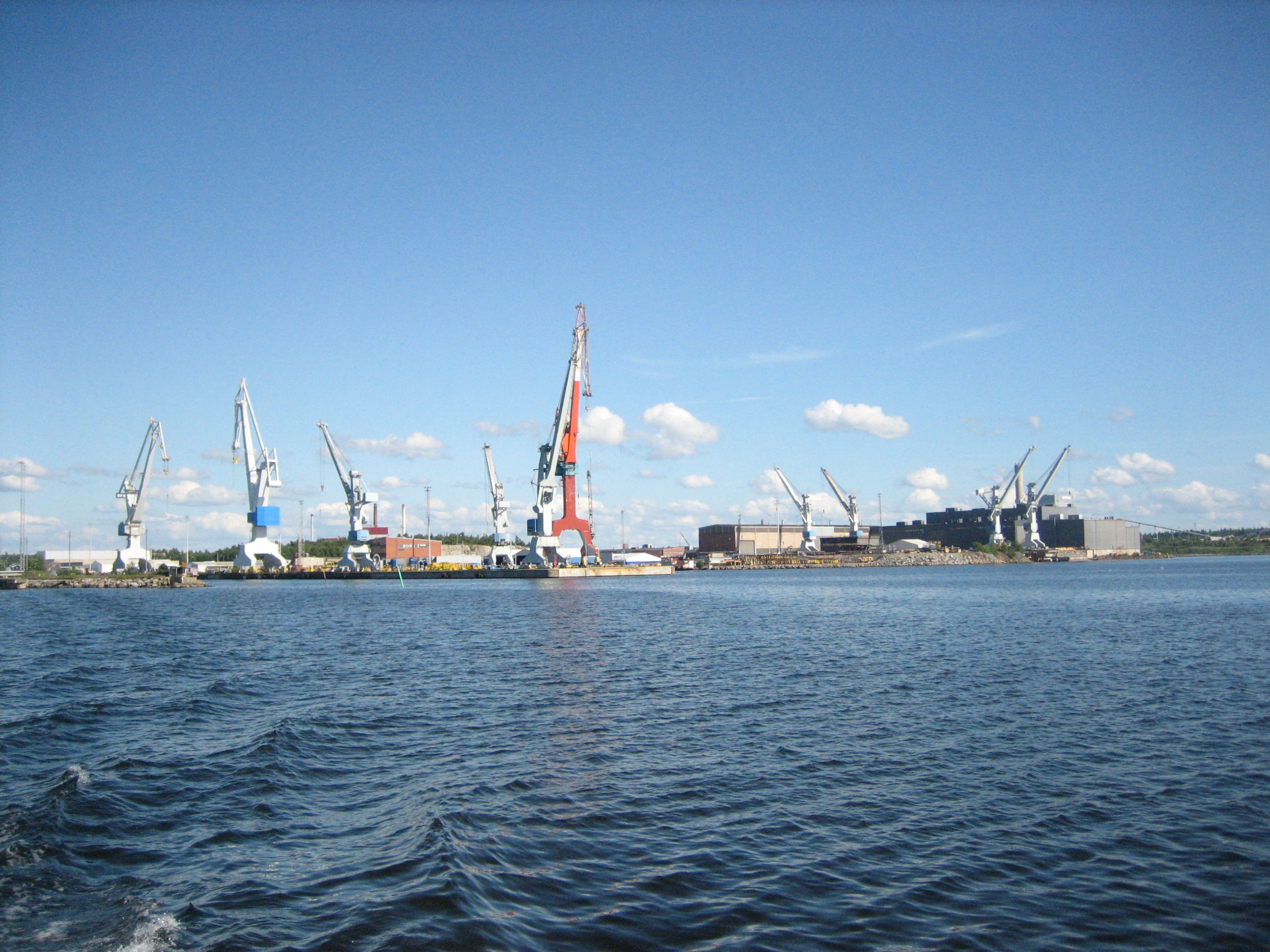
Werft in Rauma